# Ceracis cucullatus
Ceracis cucullatus es una especie de coleóptero de la familia Ciidae.